# Fülöp Lóránd
Fülöp Lóránd Levente (Marosvásárhely, 1997. július 24. –) romániai magyar származású labdarúgó, posztját tekintve középpályás.

## Pályafutása

### Klubcsapatban
Fülöp Lóránd a kolozsvári FC Ardealul csapatánál nevelkedett. A 2015-2016-os szezonban a Sepsi OSK csapatában futballozott, mellyel megnyerte a román harmadosztályú bajnokságot. 2016-ban szerződtette a román élvonalbeli FC Botoșani.
 A Botoșani színeiben a 2018-2019-es szezonban 25 bajnokin nyolc gólt szerzett, összesen tizenötször volt eredményes a klub színeiben 52 bajnokin. 2019 nyarán a Puskás Akadémia igazolta le. A felcsúti csapatban mindössze egy bajnokin és három kupatalálkozón lépett pályára, 2020 januárjában kölcsönben visszatért korábbi csapatához, a Sepsi OSK-hoz.

### A válogatottban
2019 márciusában két felkészülési mérkőzésen pályára lépett a román U21-es válogatottban.

## Magánélete
Testvére, István szintén labdarúgó.

## Sikerei, díjai
Sepsi OSK
- Liga III bajnok: 2015-16